# Зубик Євгеній Олександрович
Євге́ній Олекса́ндрович Зу́бик (нар. 24 листопада 1989, Казанка, Миколаївська область, Українська РСР, СРСР — 1 березня 2022, Баштанка, Миколаївська область, Україна) — український військовик, учасник російсько-української війни. Кавалер ордена «За мужність» III ступеня.

## Життєпис
Народився 24 листопада 1989 року в місті Казанка Миколаївської області. Навчався в Казанківській середній ЗОШ № 4, закінчив дев'ять класів. Пізніше навчався в Міжрегіональному центрі професійної перепідготовки звільнених у запас військовослужбовців, де паралельно навчався професій радіомеханіка з ремонту та обслуговування радіотелевізійної апаратури та електромонтера з ремонту та обслуговування електроустаткування.
З 2009 року навчався у Криворізькому фаховому коледжі Національного авіаційного університету за спеціальністю електроенергетика, електротехніка та електромеханіка. Практику проходив у 2010 році в міжнародному аеропорту Бориспіль.
З початком повномасштабного вторгнення Росії в Україну 24 лютого 2022 року вступив до лав Збройних сил України. Проходив службу в 190-му батальйоні 123-ї окремої бригади територіальної оборони. 1 березня разом з іншими військовослужбовцями чергував на блокпосту поблизу міста Баштанка в Миколаївській області, був захоплений у полон російськими окупаційними військами, підданий катуванню і розстріляний.
Похований на Казанківському кладовищі 5 березня 2022 року.

## Нагороди
Указом Президента України № 223 від 9 квітня 2022 року «Про відзначення державними нагородами» за особисту мужність і самовіддані дії, виявлені у захисті державного суверенітету та територіальної цілісності України, вірність військовій присязі солдата Зубика Євгенія Олександровича нагороджено орденом «За мужність» III ступеня (посмертно).

## Увічнення пам'яті
На місці розстрілу трьох військовослужбовців, Олександра Клюбченка, Олександра Мондіка та Євгенія Зубика, родина Зубик встановила пам'ятний знак.